# Bernières (Seine-Maritime)
Bernières település Franciaországban, Seine-Maritime megyében. Lakosainak száma 638 fő (2022. január 1.). Bernières Nointot, Rouville, Saint-Maclou-la-Brière és Vattetot-sous-Beaumont községekkel határos.

## Népesség
A település népességének változása:
| Lakosok száma | 677  | 664  | 658  | 641  | 638  | 637  | 634  | 637  | 638  |
|               | 2013 | 2015 | 2016 | 2017 | 2018 | 2019 | 2020 | 2021 | 2022 |